# حسن علام
حسن محمد علام (1903- 3 يناير 1976)، هو من رواد البناء الحديث في مصر.

## حياته
ولد حسن علام في بور سعيد، وانتقل بعد ذلك إلى مدينة المنيا في صعيد مصر مع عائلته. كان يملك والده متجراً صغيراً تباع به مواد البناء بما في ذلك البلاط والخزف المستورد من بريطانيا العظمى. حضر حسن علام المدرسة الابتدائية ولكنه لم يستمر في تعليمه، وانضم لعمل والده بدلا من ذلك.
في عام 1923، في سن ال 19، هاجر إلى القاهرة حيث شكل شركة رسمية للمقاولات الصغيرة. وفي عام 1936، أسس حسن محمد علام وشركاه للمقاولات العامة - كشركة توصية بسيطة [1]. و على الرغم من أنه لم يتلق أي تعليم رسمي في مجال البناء، إلا أنه كان لديه خبرة إدارية وفنية كبيرة. كما كان أيضاً ذو شعبية كبيرة مع عمال البناء والمهندسين.

## أول التعاقدات الكبرى
في عام 1943، بينما كان الملك فاروق في طريقه إلى الإسماعيلية أصيب في حادث سيارة، وتم نقله إلى قرية قريبة من القصاصين ليتم علاجه في منشأة طبية صغيرة. ونتيجة لهذا الحادث، أمر الملك أن يتم بناء مستشفى في المنطقة. و كان هذا المشروع الكبير من نصيب حسن علام ووضعه على خريطة قطاع المقاولات المصري. وبنيت مستشفى القصاصين في شارع على الطريق الزراعي الواصل من القاهرة إلى الإسماعيلية. و توالت العقود بعد ذلك وشملت مستشفى الميبارا في بورسعيد، ومحطة كهرباء في دمنهور، وأول مصفاة مصرية لتكرير النفط في السويس.
بدأت شركته في التنافس بجدية مع العبد باشا وأحمد بكير ( مقاول طرق)، وعلي إبراهيم باشا (الذي بنى مبنى التلفزيون ومجمع مكاتب التحرير في القاهرة). و في نهاية المطاف أصبحت الشركة واحدة من أكبر الشركات في مجال البناء في البلاد جنباً إلى جنب مع شركة المقاولون العرب عثمان أحمد عثمان.
في الأربعينات أقدم أنور السادات بينما كان هارباً من الاضطهاد السياسي على العمل في شركة حسن علام ومن ثم حصل على وظيفة سائق شاحنات. و أصبح السادات فيما بعد الرئيس الثالث لمصر.

## الوضع بعد ثورة يوليو
- بعد ثورة 1952، واصلت الشركة ازدهارها وأنشأت عدداً من الطرق الرئيسية مثل الإسماعيلية-العريش، السويس -مرسى علم، والإسكندرية- مرسى مطروح، و طرق سريعة أخرى. وتم الانتهاء من العديد من المشاريع أيضا في بورسعيد التي اشتملت على كاتدرائية كبيرة ومسجد. و قبل بناء السد العالي في أسوان، كانت الشركة مسئولة عن بناء مجتمع جديد للشعب النوبي لتهجيرهم من المنطقة التي أصبحت في وقت لاحق بحيرة ناصر.
- في عام 1961، تم تأميم الشركة بموجب السياسات الاشتراكية الجديدة للرئيس جمال عبد الناصر و سُميت النصر العامة للمقاولات - حسن محمد علام. وفقد حسن علام ملكيته للشركة وأصبح مديرها العام.
- في عام 1975، مستفيداً من سياسات الانفتاح التي انتهجتها حكومة الرئيس أنور السادات، أنشأ شركته الثانية - أبناء حسن علام. وبعد فترة وجيزة، قدمت الشركة الجديدة عرض لتنفيذ مشروع شبكة الصرف الصحي في مكة المكرمة، بالمملكة العربية السعودية. لكن حسن علام لم يعش ليرى نتيجة المناقصة. فقد عقدت جنازته في مسجد عمر مكرم في ميدان التحرير، وحضره الآلاف من المشيعين. وتواصل الحشد ليمتد من المسجد وصولاً إلى رمسيس هيلتون تقريباً.
- هناك حالياً ثلاث شوارع تم تسميتهم باسم حسن علام، اثنان في محافظة القاهرة واحد في حي مصر الجديدة، و الثاني في وسط القاهرة و آخر في منطقة سموحة[2] في وسط الإسكندرية.